# ヨーゼフ・ビューラー

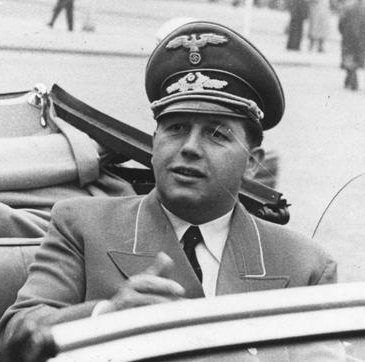

ヨーゼフ・ビューラー（ドイツ語: Josef Bühler, 1904年2月16日 - 1948年8月22日）は、ドイツの法律家。ナチス・ドイツのポーランド総督府の次官を務めた。ヴァンゼー会議の出席者の一人。

## 生涯
バート・ヴァルトゼーにパン屋の12人の子供の一人として生まれる。家はカトリックだった。法学を学び、1932年に博士号を取得。国家社会主義ドイツ労働者党（ナチス党）の法律アドバイザーのハンス・フランクの事務所で働く。後にニュルンベルク裁判で彼自身が証言したところによると1933年4月1日にナチ党員となったという。ミュンヘン裁判所の監督官となる。1935年に弁護士地区責任者となる。ハンス・フランクがポーランド総督府の長官に任じられるとその次官となった。
1942年1月20日にヴァンゼー会議にポーランド総督府の代表として出席。戦後、ニュルンベルク裁判でハンス・フランクの弁護側証人として出廷。しかしフランクは死刑となった。またビューラーもこの後、ポーランドへ引き渡され、ポーランドの裁判所から人道に対する罪で死刑を宣告された。クラクフで処刑された。
ヴァンゼー会議を扱った映画「謀議 (映画)」ではベン・ダニエルズ、ドイツ映画『ヒトラーのための虐殺会議』ではサッシャ・ナタンがビューラーを演じた。